# أثر جائحة كورونا 2019-20 على السينما

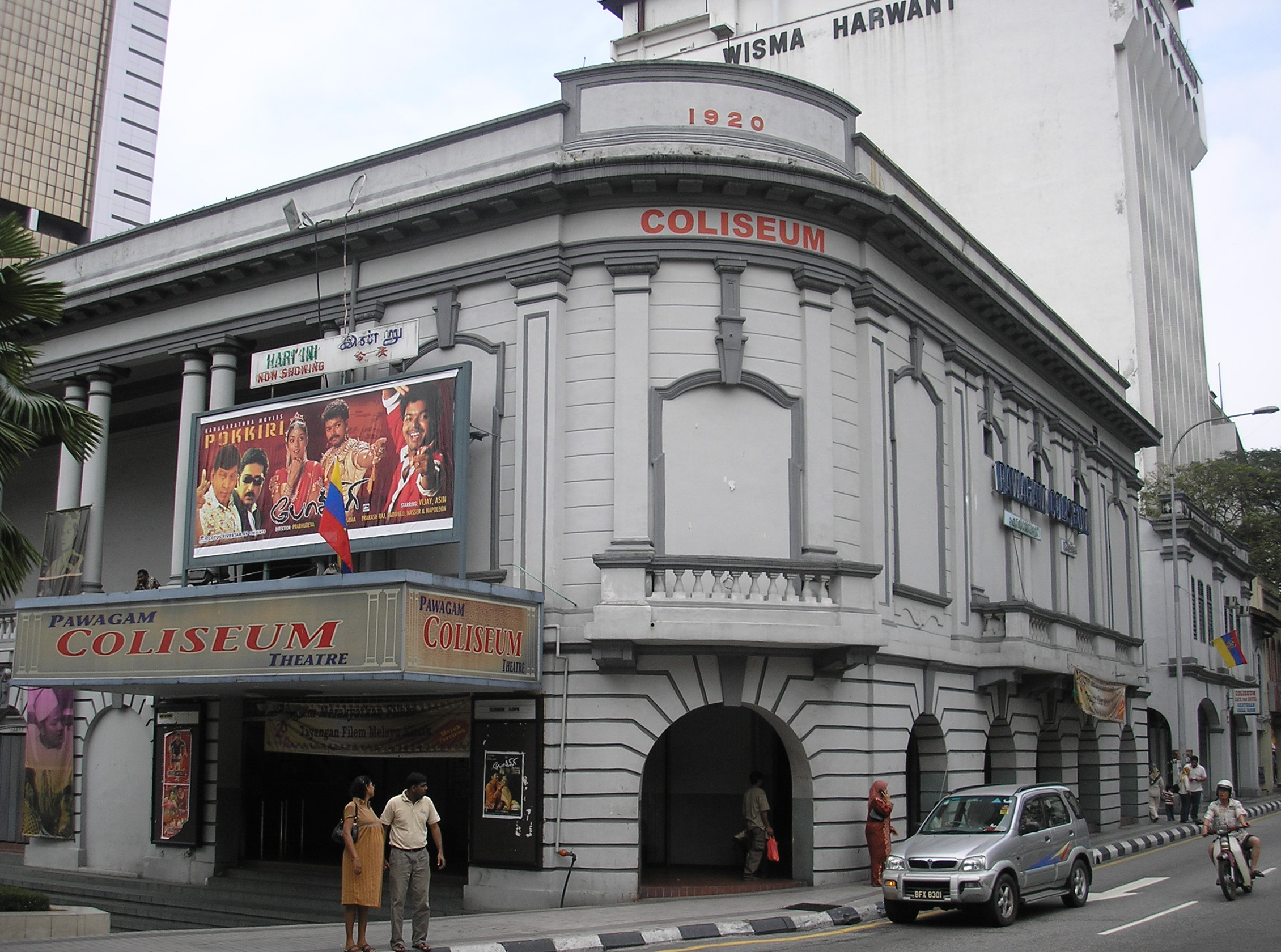
سينما مغلقة في كوالالمبور في مارس 2020

أَثَّر وباء الفيروس التاجي 2019-2020 على صناعة الأفلام في جميع أنحاء العالم وبدرجات متفاوتة، حيثُ أغلقت دور السينما، وأُلغيت المهرجانات أو أُجّلت إلى مواعيد مستقبلية. ومع إغلاق دور السينما، انخفضت مبيعات شباك التذاكر العالمي مليارات الدولارات، وأصبح البث على الإنترنت أكثر شيوعا وارتفع سهم نتفليكس؛ وانخفض مخزون العارضين بشكل كبير. تم تأجيل جميع الأفلام الضخمة التي سيتم إصدارها بعد عطلة نهاية الأسبوع الافتتاحية لشهر مارس أو إلغاؤها في جميع أنحاء العالم، مع توقف إنتاج الأفلام أيضا. وهناك توقع بخسائر فادحة في الصناعة. خسرت صناعة السينما الصينية مليارَي دولار أمريكي بحلول مارس 2020، بعد أن أغلقت جميع دور السينما خلال فترة السنة القمرية الجديدة التي تغذي الصناعة عبر آسيا.

## شباك التذاكر
في أوائل مارس 2020، كان من المتوقع أن يخسر شباك التذاكر العالمي 5 مليارات دولار أمريكي نتيجة الوباء.

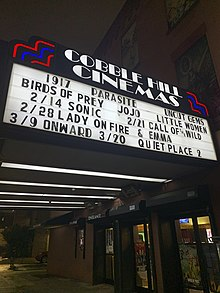
سينما بروكلين تعلن عن عروضها في فبراير 2020؛ تم بعد ذلك سحب فلم (مكان هادئ) الجزء الثاني

أغلقت البلدان التي انتشر فيها وباء والتي تعتبر مناطق ساخنة لدور السينما، مما أثر سلبا على إيرادات الأفلام. كما أصبح الحضور أقل في مناطق أخرى. بعد انتشار الوباء في البر الرئيسي للصين، تم إغلاق 70,000 دار للسينما في كانون الثاني 2020. وفي أول شهرين من عام 2020، انخفض شباك التذاكر في الصين إلى 3.9 مليون دولار أمريكي، مقارنة بـ 2.148 مليار دولار أمريكي في أول شهرين من عام 2019. وفي وقت لاحق، ونتيجة تفشي الوباء في إيطاليا، في 8 مارس 2020، أمرت الحكومة الإيطالية بإغلاق جميع دور السينما لمدة تصل إلى شهر. وقبل الإغلاق، تم تتبع شباك التذاكر وقُدِّر الانخفاض بنسبة 94% لعطلة نهاية الأسبوع من 6 إلى 8 مارس مقارنة بالفترة نفسها من العام السابق. بسبب الوباء المتزايد في فرنسا، تعمل دور السينما بنصف طاقتها، مما يجعل المقاعد الاستراتيجية غير متوفرة لتقليل القرب من الشاشات، شهد فلم إلى الأمام Onward نفسه انخفاض أكبر في عطلة نهاية الأسبوع إلى نهاية الأسبوع من فيلم بيكسار، حيث حقق الفلم 10.5 مليون دولار، على الرغم من أنه كان لا يزال أضخم فيلم في عطلة نهاية الأسبوع والوحيد الذي حقق أكثر من 10 ملايين دولار.

## المواعيد

### الجوائز
تم إقامة احتفالين لجائزة الأكاديمية بعد انتشار الفيروس التاجي: جوائز سيزار الخامسة والأربعين في 28 فبراير، وجائزة الأكاديمية اليابانية الثالثة والأربعين للأفلام في 6 مارس. ومضى قدما حفل جائزة الأكاديمية اليابانية في 6 مارس. ومع ذلك، تم إقامة الحفل دون أي ضيوف أو صحفيين. ومن المقرر أن تستمر جوائز التوتة الذهبية الأربعين كما هو مخطط لها في 14 مارس 2020. [بحاجة لمصدر]
تم إلغاء حفل جوائز الأكاديمية الهندية الدولية للأفلام، التي كان من المقرر عقدها في 27 مارس، بينما تم تأجيل حفل ديفيد دي دوناتيلو للأكاديمية الإيطالية من نيسان إلى أيار.[بحاجة لمصدر]وتم تأجيل حفل الإنجاز مدى الحياة لمعهد السينما الأمريكية لتكريم جولي أندروز من نيسان إلى الصيف. [بحاجة لمصدر]ستقام جوائز برنامج الجمعية الملكية للتلفزيون في لندن بحضور المرشحين وممثلي RTS فقط. وكما تم تأجيل جوائز بلاتينو 2020.[بحاجة لمصدر]
تم تأجيل جوائز اختيار الأطفال من Nickelodeon بعد تحديد موعد سابق لها في 22 مارس 2020؛ وقال متحدث باسم الشركة: سيكون لديها المزيد من المعلومات عن الموعد الجديد في المستقبل.[بحاجة لمصدر]
تم إلغاء حفل توزيع جوائز جونو لعام 2020، وهو حفل توزيع جوائز موسيقية كندية، في 12 مارس 2020، قبل ثلاثة أيام من عرضه المقرر.[بحاجة لمصدر]

### المهرجانات
العديد من المهرجانات والفعاليات تم إلغاؤها أو تأجليها. تشمل التأجيلات مهرجان ثيسالونيكي للأفلام الوثائقية، الذي من المقرر أن يبدأ في 5 مارس، وتم إعادة جدولته في حزيران 2020؛[بحاجة لمصدر] مهرجان بكين السينمائي الدولي، والمخطط إقامته في نيسان 2020، تم تأجيله إلى أجل غير مسمى؛ [بحاجة لمصدر] مهرجان براغ السينمائي الدولي، انتقل من أواخر مارس إلى وقت لاحق من عام 2020؛ مهرجان بينتونفيل السينمائي، والمقرر إقامته في 29 نيسان - 2 أيار تم نقله إلى آب. مهرجان اسطنبول السينمائي الدولي المقرر في 10 و21 أبريل تم نقله إلى موعد لاحق في عام 2020.[بحاجة لمصدر] وكما تم تأجيل عرض مهرجان تريبيكا السينمائي 2020. وشهد مهرجان سينيكويست للسينما والإبداع، وهو مهرجان في مارس لمدة أسبوعين، حضورا منخفضا خلال أسبوعه الأول وتم تأجيل أسبوعه الثاني إلى آب 2020. [بحاجة لمصدر]و تم تأجيل مهرجان بيفرلي هيلز العشرين للسينما المقرر من 1 إلى 15 نيسان إلى أجل غير مسمى.[بحاجة لمصدر] وكما تم تأجيل مهرجان مترو مانيلا 2020 للأفلام الصيفية، الذي كان من المقرر أن يكون  في الفترة من 11 إلى 21 نيسان، بعد الإعلان عن قرار وضع مترو مانيلا تحت الحجر الصحي المجتمعي.[بحاجة لمصدر]
وتشمل الأحداث الملغاة المهرجان السويسري الدولي للسينما ومنتدى حقوق الإنسان، المقرر عقده في أوائل مارس؛ ومهرجان البحر الأحمر السينمائي الدولي، الذي كان من المقرر عقده لأول مرة في مارس 2020. -وتم تأجيل مهرجان البحر الأحمر السينمائي الدولي الذي سيقام لأول مرة في مارس 2020 ومهرجان (SXSW)، والذي سيشمل عروض الأفلام؛ [بحاجة لمصدر] ومهرجان Nickelodeon 2020 Slimefest [بحاجة لمصدر] الحدث الصحفي لإطلاق قناة ديزني الأوروبية Disney +؛ واجهات شركة فوكس للبث التلفزيوني Fox Broadcasting وعروض البرامج؛ وقمرا – مؤتمر المديرين الدوليين لمعهد الدوحة للأفلام؛ وهونغ كونغ فيلمارت، وهو حدث كبير في سوق الأفلام؛ والرابطة الوطنية لأصحاب سينما CinemaCon 2020 ؛ [بحاجة لمصدر]ومهرجان التلفزيون مانيا مسلسل ليل. تم إلغاء مهرجان ايبرفيست الثاني والعشرون من Ebert fest والنسخة 44 من مهرجان كليفلاند السينمائي الدولي.[بحاجة لمصدر]
تم توزيع دعوات لمهرجان كان السينمائي لعام 2020 في 6 مارس، على الرغم من أن فرنسا تطبق قيودا على التجمعات العامة بعد المواعيد المقررة. واختارت مهرجانات كان التلفزيونية وMIPTV عدم الترشح، مع إعادة جدولة Canneseries  في تشرين أول وإلغاء MIPTV لفعالياتها.[بحاجة لمصدر]

### الأفلام
في 22 كانون الثاني، ألغت الأفلام الصينية الشهيرة ضائع في روسيا إصدارها المسرحي وتم إرسالها إلى منصات البث. تم توفيرها للمشاهدة مجانا، وهي خطوة قيل أنها تشجع الناس على مشاهدتها وبالتالي البقاء في المنزل. في اليوم التالي، تم إغلاق جميع المسارح في الصين. في 31 كانون ثاني، عرض فيلم Enter the Fat Dragon لأول مرة على الإنترنت. تم مشاهدة ضائع في روسيا بواسطة 180 مليون حساب في الأيام الثلاثة الأولى بعد إصداره. كان الفيلم الأعلى ربحا في الصين (والفيلم الغير الناطق بالإنجليزية الأعلى ربحا على الإطلاق) هو فيلم Wolf Warrior 2 لعام 2017، والذي باع ما مجموعه 159 مليون تذكرة في جميع أنحاء العالم. في بداية فبراير، تم إلغاء عرض الأفلام الأمريكية لأول مرة في الصين خلال شهري فبراير ومارس. بدأت شركات الإعلام الصينية في إنتاج المزيد من الأفلام لعرضها مجانا على الإنترنت حتى كانون الثاني. وشهدت الأسواق الآسيوية أيضا قيام موزعي الأفلام الصينيين وهونج كونج بإلغاء الصادرات خلال عطلة رأس السنة القمرية الجديدة، بما في ذلك أفلام Vanguard وDetective Chinatown 3 وThe Rescue وLegend of Deification؛ تم تأجيل الإطلاق الآسيوي للفيلم التايواني هل تحبني كما أحبك إلى نيسان. عملت دور السينما في الدول الآسيوية دون قيود عامة على زيادة تدابير النظافة، حيث قال المتحدث باسم سلسلة أنهم وزعوا المزيد من مطهرات الأيدي، وأجروا فحوصات درجة الحرارة على الموظفين ورواد السينما، وقاموا بتنظيف المرافق بشكل متكرر، وعرضوا تحذيرات الصحة العامة على شاشات الأفلام. عطلة السنة القمرية الجديدة هي سوق كبيرة لإصدارات الأفلام في جميع أنحاء آسيا، لكنها توقفت في عام 2020 بسبب تفشي المرض بسرعة خلال هذه الفترة.
في بداية مارس، تم تأجيل فيلم جيمس بوند No Time to Die، الذي كان من المقرر عرضه في مارس 2020 وعرضه على نطاق واسع في نيسان 2020، إلى تشرين ثاني. وكان فيلم No Time to Die هو أول فيلم يغير إصداره المخطط له خارج الصين بسبب تفشي الفيروس التاجي، وقد فتحت نقاشات حول الآثار الدرامية على اقتصاد الفيلم: تم تجنب جدولة العديد من الإصدارات الأخرى في نفس وقت فيلم Bond 25th، وتاريخه الجديد في تشرين الثاني هو في فترة إصدار العطلات المزدحمة، مما يؤدي إلى انخفاض بيع شباك التذاكر في مارس/ نيسان وبيع غير مؤكد في تشرين ثاني. ومع ذلك، ورد أن التأجيل يمكن أن يولد المزيد من الدعاية للفيلم، ويأخذ أيضا فرصة الإصدار المألوفة في تشرين الثاني مثل فيلمي Bond السابقين. وتم الإشارة أيضا إلى أن الأفلام الأخرى البارزة ستؤجل إصداراتها، مما يخلق تأثير مشابه. وسرعان ما اتبعت العديد من الأفلام الأخرى تأجيل إصداراتها في جميع أنحاء العالم: فتم تأجيل فيلم Slasher البولندي الذي تم الترويج له بشدة W lesie dziś nie zaśnie nikt (لن ينام أحد في الغابة اليوم) من 13 مارس إلى موعد في المستقبل عندما يستقر الوضع،  وانتقل الفيلم الوثائقي السياسي «ذبح التنين» من 13 مارس إلى 3 نيسان.
و قد كان من المقرر إصدار فيلم Peter Rabbit 2 في المملكة المتحدة والولايات المتحدة في أواخر مارس وبداية نيسان على التوالي، ولكن بسبب عدم التيقن من تفشي المرض، تم تأجيل الفيلم إلى أوائل آب. قالت شركة Sony Pictures، الشركة المنتجة للفيلم، إن التغييرات الدولية كانت بسبب المخاوف من فيروس كورونا، بالتزامن مع نقل الإصدار الأمريكي بسبب مخاوف من نسخ القراصنة ولأن فيلم الأطفال المتنافس DreamWorks / Universal's Trolls World Tour قد نقل تاريخ إصداره في وقت سابق، كان من المقرر في البداية أن يعرض Peter Rabbit 2.و تأخذ عملية إعادة الجدولة المستقبلية لـفلم Trolls World Tour إلى ما كان يمكن أن يكون عطلة نهاية الأسبوع «لا وقت للموت» (كلاهما يوزعهما Universal)، ويجعله كأضخم فيلم في نيسان.
تم تأجيل إصدارات الأفلام الضخمة في بعض البلدان. فيلم ديزني/ بيكسار، الذي تم إصداره في عطلة نهاية الأسبوع الافتتاحية في مارس، ولم يتم عرضه في المناطق الأكثر تضررا بسبب انتشار الفيروس التاجي،  بينما تم إغلاق دور السينما في الصين، وأيضا تم اختيار عدم عرضه في كوريا الجنوبية أو إيطاليا أو اليابان. تم تأجيل إصدارات  آذار 2020 الأخرى: A Quiet Place Part II وMulan-action، حيث تأجل إطلاقها في المناطق المتأثرة. أثار هذ قلقا من أنه في حالة ضعف أداء عرض الأفلام في شهر مارس، فإن الأفلام الضخمة التي تم إصدارها في أيار (على وجه التحديد من ديزني/ Marvel's Black Widow وUniversal's F9) ستنقل تواريخ إطلاقها لوقت لاحق. قد لا يؤثر هذا على فلم Marvel بشكل كبير، حيث تم بالفعل تحديد تواريخ الإصدار في وقت لاحق، مع تمكن Black Widow من أخذ تاريخ إصدار في تشرين الثاني المخطط له. كان من المقلق أن لا يتم عرض فلم مولان في الصين، حيث كان من المخطط أن يحقق معظم أرباحه، خاصة مع احتمال ظهور نسخ القرصنة ومنع الصينيين من رؤيتها في دور السينما عند إصدارها. نسبيا، لم يكن من المتوقع لفلم A Quiet Place Part II أن يلفت الصين بشكل كبير، حيث كانت مبيعات شباك التذاكر لفلم A Quiet Place Part II 10% فقط من إجماليه.
في 12 مارس 2020، تم الإعلان عن تأجيل الإصدار العالمي من A Quiet Place Part II، بناءً على النصائح والسياسات واسعة النطاق ضد التجمعات الكبيرة. وفي نفس اليوم، تم تأجيل إصدار الفيلم الهندي Sooryavanshi، الذي كان من المقرر عرضه في 24 مارس، إلى أجل غير مسمى، وتم تأخير إصدار فلم F9 إلى نيسان 2021. واستمر عرض مولان الأول في لندن في 12 مارس بدون سجادة حمراء. وفي 13 مارس، تم الإعلان عن تأجيل إصدار الفيلم على نطاق واسع؛ كما أرجأت ديزني إصدارات Antlers وThe New Mutants، ولكن ليس الأرملة السوداء. ومن المفترض أن يكون بسبب أن الأفلام الأخرى قائمة بذاتها، بينما تحرك Black Widow - أول فيلم من Marvel Cinematic Universe: Phase Four - سيؤثر على تطوير وتوزيع Marvel Cinematic Universe وأعمال Marvel Disney + المستقبلية، مع إعلان تأجيل مبكر لأفلام ديزني إيقاف.
تم التخطيط لعرض فيلم Frozen II لعام 2019 على Disney + في 26 حزيران 2020، ولكن سيتم عرضه الآن في 15 مارس. وأوضح الرئيس التنفيذي لشركة Disney Bob Chapek أن هذا كان بسبب قوة موضوعات الفلم وأهميته للعائلة، رسائل ذات صلة بشكل غير معقول.

## الإنتاجات
غيرت إنتاجات الأفلام في مناطق انتشار المرض الرئيسية (معظمها الصين وكوريا الجنوبية وإيطاليا) جداولها الزمنية أو غيرت موقعها أو أغلقت تماما. أغلقت شركة Sony Pictures مكاتبها في لندن وباريس وبولندا بعد الاعتقاد أن أحد الموظفين تعرض للفيروس. وألغت رابطة الكتاب الأمريكية وSAG-AFTRA جميع الاجتماعات الشخصية. وأغلقت استوديوهات Hengdian World في دونغيانغ، الصين، إلى أجل غير مسمى. كما أوقفت استوديوهات الأفلام الفلبينية Star Cinema وRegal Entertainment وCinema One Originals تصوير أفلامهم، اعتبارا من 15 مارس، في نفس يوم الحجر الصحي في مترو مانيلا، كاينتا وريزال.
واحدة من أولى عمليات إغلاق الإنتاج الكبيرة كانت من Mission: Impossible 7، التي تم تصويرها في البندقية، إيطاليا عندما تم إرسال الطاقم إلى المنزل وتركت المعدات. وبعد إصابة الممثل توم هانكس بالفيروس التاجي (كورونا)، تم إغلاق فيلم Elvis Presley بدون عنوان الذي كان يصور في كوينزلاند، أستراليا، مع وضع جميع فريق الإنتاج في الحجر الصحي. بدأت شركة الإنتاج Warner Bros العمل مع خدمات الصحة العامة الأسترالية لتحديد الأشخاص الذين ربما كانوا على اتصال مع هانكس وزوجته ريتا ويلسون، والذين كانا يعرضان في أماكن مختلفة بما في ذلك دار أوبرا سيدني قبل فترة وجيزة من إعطاء نتائج فحص إيجابية للمرض. وتم تعليق أول إنتاج موحد لشركة  Marvel Studios Shang-Chi  وthe Legend of the Ten Rings، الذي تم تصويره أيضًا في أستراليا، بشكل مؤقت في 12 مارس 2020، بسبب عزل المخرج ديستين دانيال كريتون لنفسه انتظارا لنتائج اختبار فيروس كورونا.
توقفت العديد من شركات إنتاج الأفلام الصينية وهونغ كونغ عن الإنتاج، بما في ذلك Blossoms، الفيلم القادم من إخراج Wong Kar-wai، والذي كان من المقرر تصويره في شنغهاي؛ والفيلم القادم لـ Jia Zhangke، الذي كان يخطط لبدء تصويره في الصين في نيسان، ولكن تم تعليقه حتى الربيع القادم، حيث قال زانجكي أنه قد يعيد كتابة النص؛ وشركة Polar Rescue التي أجلت إنتاج فيلم Donnie Yen حتى نهاية العام.

### الإنتاجات المتأثرة

#### الأفلام المعلقة
- باتمان
- Elvis
- Home alone
- Jurassic World:Doninion
- King Richaed
- The Last Duel
- Mission: Impossible 7
- Nightmare Ally
- Official Copmetition
- Red Notice
- Samaritan
- Shang-Chi and the Legend of the Ten Rings
- Vengeance

#### الأفلام المؤجلة
- Flint Strong
- The Little Mermaid
- The Man from Toronto
- The Nightingale
- Peter Pan and Wendy
- Shrine
- Shrunk
- Untitled Billy Eichner film

## إصدارات الأفلام المؤجلة أو الملغية
فيما يلي قائمة بالأفلام التي تم إلغاء إصدارها، مما أدى إلى طريقة بديلة لإصدارها، بالإضافة إلى الأفلام ذات الإصدارات المتأخرة.

### الأفلام الملغية
- Enter the Fat Dragon - تم بثه عبر الإنترنت
- Lost in Russia - تم إلغاء الإصدار السينمائي وبثه عبر الإنترنت

### الأفلام المؤجلة
| الفلم                       | تاريخ الاصدار الاصلي | تاريخ الإصدار الجديد أو الإجراء المتخذ                       |
| --------------------------- | -------------------- | ------------------------------------------------------------ |
| Antlers                     | 17 نيسان 2020        | تأجل حتى إشعار آخر                                           |
| Bloodshot                   | 13 آذار 2020         | تأخر في الصين وإيطاليا واليابان وكوريا الجنوبية[بحاجة لمصدر] |
| Blue Story                  | 20 آذار 2020         | تأجل حتى إشعار آخر                                           |
| Detective Chinatown 3       | 20 كانون ثاني 2020   | تم التأجيل حتى وقت لاحق من عام 2020                          |
| F9                          | 22 أيار 2020         | 21 نيسان 2021                                                |
| Guns Akimbo                 | 28 فبراير 2020       | تأخر في بولندا والنرويج وأوكرانيا[بحاجة لمصدر]               |
| I Still Believe             | 13 آذار 2020         | تأخر في إيطاليا وبولندا حتى إشعار آخر[بحاجة لمصدر]           |
| Legend of Deification       | 25 كانون ثاني 2020   | تم التأجيل حتى وقت لاحق من عام 2020                          |
| The Lovebirds               | 3 نيسان 2020         | تأجل حتى إشعار آخر                                           |
| Mulan                       | 27 آذار 2020         | تأجل حتى إشعار آخر                                           |
| My Spy                      | 13 آذار 2020         | 17 نيسان 2020                                                |
| The New Mutants             | 20 نيسان 2020        | تأجل حتى إشعار آخر                                           |
| No Time to Die              | 10 نيسان 2020        | 25 تشرين ثاني 2020                                           |
| Onward                      | 6 آذار 2020          | تأخر في إيطاليا واليابان وكوريا الجنوبية                     |
| Peter Rabbit 2: The Runaway | 3 نيسان 2020         | 7 آب 2020                                                    |
| A Quiet Place Part II       | 20 آذار 2020         | تم التأجيل حتى وقت لاحق من عام 2020                          |
| The Rescue                  | 25 كانون ثاني 2020   | تم التأجيل حتى وقت لاحق من عام 2020                          |
| The Secret Garden           | 3 نيسان 2020         | 14 آب 2020                                                   |
| Slay the Dragon             | 13 آذار 2020         | 3 نيسان 2020                                                 |
| Sooryavanshi                | 24 آذار 2020         | تأجل حتى إشعار آخر                                           |
| Sonic the Hedgehog          | 14 فبراير 2020       | تأجل في اليابان والصين حتى إشعار آخر                         |
| Vanguard                    | 25 كانون ثاني 2020   | تم التأجيل حتى وقت لاحق من عام 2020                          |

## العارضون
بدأ مخزون العارضين والشركات التي تمتلك وتمول عرض الأفلام في دور السينما والمسارح في الانخفاض حتى مع انتعاش سوق الأسهم العالمية. وفي منتصف الأسبوع، في 4 مارس 2020، انخفضت Cinemark بنسبة 0.53٪، وAMC بنسبة 3.5٪. وفي ذلك اليوم، تم تأجيل عرض فلم No Time to Die؛ وبحلول 6 مارس، انخفضت أسهم AMC بنسبة 30% على مدى أسبوعين. وبين 4 و6 مارس، انخفضت أسهم Cineworld بنسبة 20٪،  وانخفضت مرة أخرى بنسبة 24% في 12 مارس. وقد نتج الانخفاض بسبب دمج دور سينما مختارة من AMC في إيطاليا وانعدام الثقة في السوق التي أنشأها فلم No Time to Die في تاريخ إصدارها. لن تكون الإصدارات الجديدة الأخرى في عطلة نهاية الأسبوع الافتتاحية الأصلية على قدر من العدالة للرواد ويمكن أن تؤدي إلى خسائر مالية للسلسلة. وكما أفادت شركة الإعلانات السينمائية الوطنية CineMedia عن انخفاض الأسهم بنسبة 1.25% في 4 مارس. وبحلول 12 مارس، تراجعت أسهم Cinemark وAMC وNational CineMedia أكثر من 35% منذ بداية الشهر. وحذرت شركة Cineworld، وهي ثاني أكبر سلسلة سينمائية في العالم، في 12 مارس، عندما أجلت أفلام متعددة إصداراتها إلى وقت لاحق، مما أدى إلى تعطيل ممتد واستمرار انخفاض الأسهم يمكن أن يتسبب في انهيار الشركة.
لاحظت بي بي سي أن شعبية خدمات البث على الإنترنت يمكن أن تزداد، خاصة إذا تم عزل المزيد من الأشخاص في المنازل، حيث اقترحت صحيفة الجارديان أن الأفلام غير الضخمة قد يتم إرسالها إلى البث على الإنترنت بشكل أسرع مما كان متوقعا بعد الإصدار، لمواكبة هذا السوق. أحد الأفلام الشهيرة التي تم بثها كان فيلم Contagion لعام 2011، والذي انتقل من فيلم Warner Bros رقم 270 الأكثر مشاهدة في كانون الأول 2019 ليصبح ثاني أكثر الأفلام مشاهدة في عام 2020 (بحلول مارس) ودخل أعلى 10 أفلام استئجار على ITunes، وقيل أنه حصل على هذا التميز بسبب التشابه التي تحملها قصته بالفاشية. ارتفع مخزون Netflix في عام 2020 بحلول 12 مارس. وأصدرت المنصة السلسلة الوثائقية بالوباء الخاصة بها: كيفية منع تفشي المرض في نهاية كانون الثاني 2020. [32] تم إطلاق Disney + في الهند في 11 مارس، قبل ثمانية عشر يوما من الموعد المحدد لها، على الرغم من انخفاض أسهم ديزني بنسبة 23% في 9 مارس.